# Marco Prietz
Marco Prietz (* 27. Mai 1988 in Bremervörde) ist amtierender Landrat (CDU) des Landkreises Rotenburg (Wümme).

## Leben
Prietz hat sein Abitur am Gymnasium Bremervörde abgelegt. Er verfügt über Abschlüsse als Diplom-Verwaltungsbetriebswirt und Master of Arts „Kommunales Verwaltungsmanagement“ an der Kommunalen Hochschule für Verwaltung in Niedersachsen (Hannover). Von 2010 bis 2021 war er für den Landkreis Osterholz tätig, u. a. als Pressesprecher sowie als Leiter des Amtes für Kreisentwicklung. Prietz war bis 2021 Fraktionsvorsitzender der CDU im Rotenburger Kreistag.
Prietz wurde am 12. September 2021 mit 60,4 Prozent zum Landrat direkt gewählt. Seine Amtszeit begann am 1. November 2021 und beträgt regulär fünf Jahre. 2024 wurde er zum (Vize-)Präsidenten des Niedersächsischen Landkreistages gewählt. Prietz führte rein weibliche Dienstbezeichnungen in einer internen Dienstvorschrift des Landkreises Rotenburg (Wümme) ein.
Prietz ist verheiratet und Vater zweier Kinder.